# Hampton Court Bridge

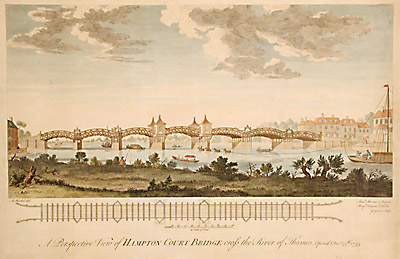
Incisione di Charles Grignion il Vecchio (da A. Heckel) del ponte del 1753

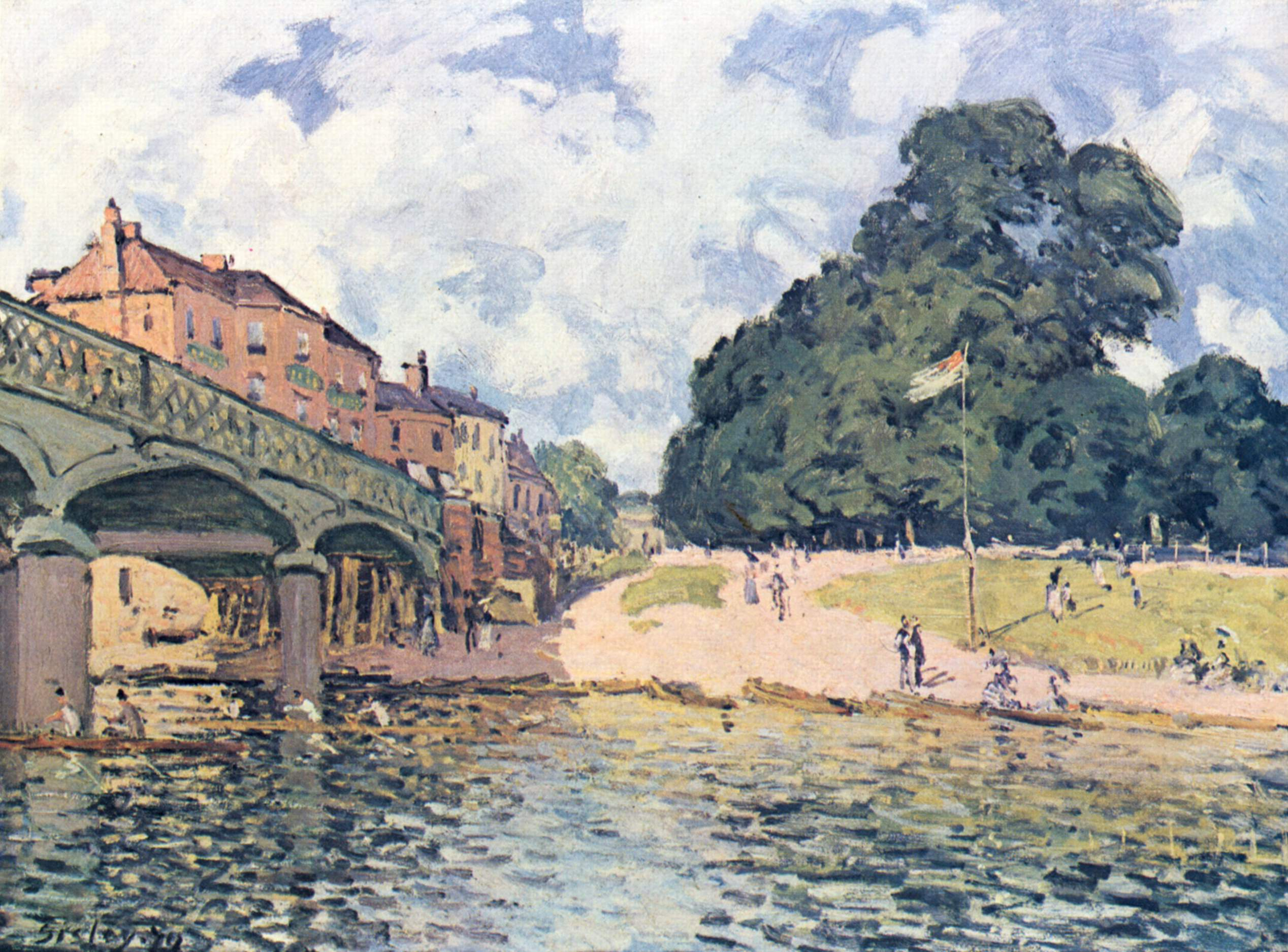
Dipinto di Alfred Sisley del terzo ponte di ferro

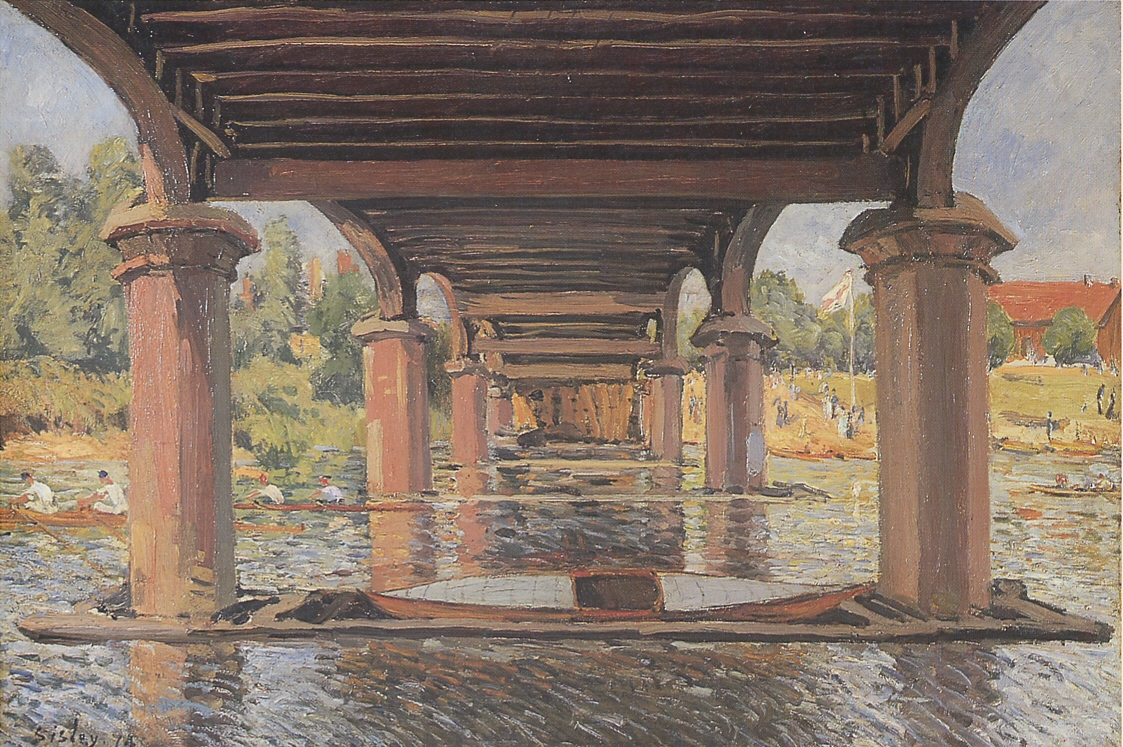
Dipinto di Alfred Sisley sotto il terzo ponte

Hampton Court Bridge è un monumento classificato di II grado che attraversa il fiume Tamigi in Inghilterra approssimativamente da nord a sud tra Hampton, Londra e East Molesey, Surrey, sul quale passa la strada A309. È la parte superiore di due ponti stradali sul tratto sopra Teddington Lock e a valle del Molesey Lock.
Il ponte è l'attraversamento più a monte di tutti i ponti sul Tamigi della Greater London; solo una sponda è all'interno della contea. Il Thames Path attraversa il fiume in questo ponte.

## Incroci storici

### Traghetto
La posizione del ponte era stata un punto di passaggio dei traghetti almeno dal periodo Tudor.

### Primo ponte
Nel 1750, James Clarke ottenne un disegno di legge parlamentare privato per costruire un ponte di proprietà privata a Hampton Court. Il primo ponte fu costruito da Samuel Stevens e Benjamin Ludgator, dal 1752 al 1753, e inaugurato il 13 dicembre dello stesso anno. Aveva sette archi di legno ed era costruito nello stile cineserie del motivo salice che era popolare all'epoca, attestato da due stampe realizzate nell'anno della sua apertura e l'anno successivo.

### Secondo ponte
Questo ponte fu sostituito da un più robusto ponte di legno a undici archi nel 1778. Nel 1840 era diventato fatiscente e il proprietario fece appello alla Corporation of London per sostenere la ricostruzione. Tra le sue argomentazioni c'era che da quando il ponte era stato costruito, la città aveva creato Molesey Lock and Weir e di conseguenza la navigazione attraverso il ponte era diventata pericolosa. Il ponte venne descritto in questo periodo come "pazzo, con la schiena da maiale, scomodo e ostruttivo per la navigazione".

### Terzo ponte
Dal 1864 al 1865 avvenne la costruzione del terzo ponte sul sito e fu aperto il 10 aprile 1865. Venne costruito su progetto di E.T. Murray e commissionato dal proprietario del ponte Thomas Allan. Il nuovo ponte era costituito da travi reticolari in ferro battuto poggianti su quattro colonne in ghisa. L'accesso alla strada era tra muri di mattoni merlati. Un frammento illustrativo di questi muri di accesso rimane sulla sponda sud immediatamente a ovest del ponte. Il design venne pesantemente criticato; fu descritto semplicemente nel 1911 da un dizionario geografico storico, il Victoria County History come "non artistico". Un commentatore contemporaneo meno diplomatico lo definì "uno dei ponti più brutti d'Inghilterra, un flagrante pugno nell'occhio e una deturpazione sia per il fiume che per Hampton Court". Nonostante le critiche, si rivelò estremamente redditizio per Allen, facendogli guadagnare oltre £ 3.000 all'anno in pedaggi fino a quando non fu acquistato, nel 1876, per £ 48.048 da un comitato congiunto dei consigli locali di Hampton e Molesey e dalla Corporation of London.

## Il ponte moderno
Il ponte moderno è il quarto sul sito. Ha tre ampi archi, è progettato per poter trasportare un traffico stradale motorizzato piuttosto pesante ed è costruito in cemento armato, rivestito con mattoni rossi e pietra di Portland bianca (vale a dire i suoi pontoni, le decorazioni e le balaustre).
Il ponte fu uno dei tre autorizzati dal Parlamento nel 1928 (gli altri erano il ponte di Twickenham e il ponte di Chiswick). Venne progettato dall'ingegnere della contea del Surrey, W.P. Robinson e dall'architetto Sir Edwin Lutyens, per riflettere lo stile delle porzioni dell'Hampton Court Palace progettate da Sir Christopher Wren. Per garantire che il traffico potesse ancora attraversare il fiume durante la costruzione del ponte, il nuovo venne costruito a breve distanza a valle del vecchio, che fu successivamente demolito.
La costruzione iniziò nel settembre 1930. I lavori richiesero la demolizione di un piccolo albergo (The Old Castle) e, a sud, la deviazione del corso del fiume Mole nel fiume Brace, ex effluente secondario del Mole. Il ponte fu inaugurato dal Principe di Galles (che divenne re Edoardo VIII) il 3 luglio 1933, lo stesso giorno dell'apertura dei ponti di Chiswick e Twickenham, che portano la A316 (e tra quelle sezioni è ancora occasionalmente soprannominato il 'Richmond bypass'). Il ponte è stato classificato di II grado nel 1952 per la sua architettura.

### Dintorni

#### Dintorni immediati
In due linee parallele vi sono edifici architettonicamente ricchi e case lungo il fiume, circa la metà delle quali si trovano sulla sponda nord: Hampton Court Palace and Gardens, Hampton Court Park, Bushy Park, Royal Parks.
Sulla riva sud c'è una strada a senso unico piena di ristoranti, boutique e bar, circondata da appartamenti e subito dopo case con giardini a ovest della stazione ferroviaria di Hampton Court. Sul Tamigi, a poche centinaia di metri su entrambi i lati, si trovano Molesey Lock sul Tamigi e la foce del fiume Mole sul lato sud.

### Strade

#### Hampton Court Road (A309)
Il Surrey County Council ha colto come una opportunità la costruzione del ponte per costruire una nuova strada che inizia sulla stessa strada di prima con la sua rotatoria con la A308 (Staines – Kingston road) (che poi corre a sud tra il vialetto d'ingresso del palazzo e un breve fila di un hotel/ristoranti, un ristorante e un negozio), prima di diventare notevolmente più rettilinea rispetto alle vecchie strade esistenti come percorso verso sud. La A309, si collega direttamente con la A307 (Old London–Portsmouth Road) e, più recentemente, con l'autostrada A3 (M) più in profondità nel Surrey rispetto al vecchio percorso.

#### A3050
La A3050 inizia immediatamente a sud-ovest del ponte e attraversa tre insediamenti lungo il fiume: il resto di Molesey e le città di Walton-on-Thames e Weybridge, oltra a Elmbridge nel Surrey.

#### Ponti vicini
Il prossimo ponte a valle è a 2,4 km. e a monte è esattamente a 6,4 km.
Il successivo ponte a valle ha predecessori considerevolmente più antichi risalenti al periodo altomedievale ed è l'unico altro del tratto, Kingston Bridge: è solo in mattoni chiari e pietra e di design più alto con due archi extra.
Il ponte successivo a monte è stato sostituito nel 2013 con un ponte a campata unica che attraversa il Tamigi, un ponte ad arco legato, il Walton Bridge.